# Mormi
Mormi (Catopuma) – rodzaj ssaków z podrodziny kotów (Felinae) w obrębie rodziny kotowatych (Felidae).

## Rozmieszczenie geograficzne
Rodzaj obejmuje gatunki występujące w Azji (Chińska Republika Ludowa, Indie, Nepal, Bhutan, Bangladesz, Mjanma, Laos, Wietnam, Kambodża, Tajlandia, Malezja (włącznie  z Borneo), Brunei, Indonezja (Sumatra i Borneo)).

## Morfologia
Długość ciała 53,3–105 cm, ogona 39,1–57,5 cm; masa ciała 1,95–15,7 kg (samce są większe i cięższe od samic).

## Systematyka
Rodzaj zdefiniował w 1858 roku rosyjski podróżnik i przyrodnik Nikołaj Siewiercow w artykule zatytułowanym Notatka dotycząca klasyfikacji wielopoziomowej zwierząt mięsożernych, zwłaszcza kotowatych, oraz powiązanych badań zoologicznych, opublikowanym w czasopiśmie „Revue et magasin de zoologie pure et appliquée”. Gatunkiem typowym jest  (oznaczenie monotypowe) mormi złocisty (C. temminckii).

### Etymologia
- Catopuma: zbitka wyrazowa nazw rodzajów: Catus Frisch, 1775 (kot) oraz Puma Jardine, 1834 (puma)[9].
- Pyrofelis: gr. πυρ pur, πυρος puros ‘ogień’; rodzaj Felis Linnaeus, 1758 (kot)[10]. Gatunek typowy (oznaczenie monotypowe): Felis temminckii Vigors & Horsfield, 1827.
- Badiofelis: zbitka wyrazowa epitetu gatunkowego Felis badia J.E. Gray, 1874[3]. Gatunek typowy (oznaczenie monotypowe): Felis badia J.E. Gray, 1874.

### Podział systematyczny
Czasami oba gatunki włącza się do rodzaju Pardofelis, co stanowi jedną z pierwszych linii ewolucyjnych kotowatych. Do rodzaju należą następujące gatunki:
| Grafika | Gatunek             | Autor i rok opisu          | Nazwa zwyczajowa | Podgatunki         | Rozmieszczenie geograficzne | Podstawowe wymiary                             | Status IUCN |
| ------- | ------------------- | -------------------------- | ---------------- | ------------------ | --- | ---------------------------------------------- | ----------- |
|         | Catopuma badia      | (J.E. Gray, 1874)          | mormi borneański | gatunek monotypowy | Borneo (Sabah, Sarawak i Kalimantan; niepewny w Brunei); zakres wysokości: 0–800 m n.p.m. | DC: około 53 cm DO: około 39 cm MC: około 2 kg | EN          |
|         | Catopuma temminckii | (Vigors & Horsfield, 1827) | mormi złocisty   | 2 podgatunki       | region sub-himalajski w Nepalu, Indiach i Bhutanie, na wschód do większości kontynentalnej części Chińskiej Republiki Ludowej, Azji Południowo-Wschodniej i Sumatry; zakres wysokości: 0–4600 m n.p.m. | DC: 66–105 cm DO: 42–57 cm MC: 8,5–15,7 kg     | NT          |

Kategorie IUCN:  NT  – gatunek bliski zagrożenia,  EN  – gatunek zagrożony.